# Puščavski tlak
Puščavski tlak, imenovan tudi reg (v zahodni Sahari), serir (v vzhodni Sahari), gibber (v Avstraliji) ali saï (osrednja Azija), je puščavska površina, prekrita s tesno zloženimi, prepletenimi oglatimi ali zaobljenimi kamnitimi drobci velikosti kamenčkov in tlakovcev. Običajno so na vrhu naplavin. Sčasoma se na izpostavljenih površinskih skalah nabere puščavski lak.
Geologi razpravljajo o mehaniki oblikovanja tlakov in njihovi starosti.

## Nastanek
Za nastanek puščavskih tlakov je bilo predlaganih več teorij. Skupna teorija nakazuje, da nastanejo s postopnim odstranjevanjem peska, prahu in drugega drobnozrnatega materiala s strani vetra in občasnega dežja, večji delci pa ostanejo. Večje drobce stresejo na svoje mesto zaradi sil dežja, tekoče vode, vetra, gravitacije, lezenja, toplotnega raztezanja in krčenja, močenja in sušenja, dvigovanja zmrzali, prometa živali in stalnih mikroseizmičnih tresljajev Zemlje. Odnašanje majhnih delcev z vetrom se ne nadaljuje v nedogled, saj ko se tlak oblikuje, deluje kot ovira za upiranje nadaljnji eroziji. Majhni delci se zbirajo pod površino tlaka in tvorijo vezikularni horizont prsti.
Druga teorija predpostavlja, da puščavski tlaki nastanejo zaradi lastnosti krčenja/nabrekanja gline pod tlakom; ko glina absorbira padavine, povzroči, da se razširi, in ko se posuši, poči vzdolž šibkih ravnin. Sčasoma to geomorfno delovanje prenese majhne prodnike na površje, kjer ostanejo zaradi pomanjkanja padavin, ki bi sicer uničile tlak s transportom klastitov ali prekomerno vegetativno rastjo.
Novejša teorija oblikovanja tlakov izhaja iz študij krajev, kot je Cima Dome v puščavi Mojave v Kaliforniji, ki so jih opravili Stephen Wells in njegovi sodelavci. V Cima Dome so geološko nedavni tokovi lave prekriti z mlajšimi plastmi prsti, na vrhu pa je puščavski tlak, narejen iz ruševin iz iste lave. Tla so bila pozidana, ne odpihnjena, vendar je kamenje ostalo na vrhu. V zemlji ni kamenja, niti gramoza.
Raziskovalci lahko ugotovijo, koliko let je bil kamen izpostavljen v tleh. Wells je uporabil metodo, ki temelji na kozmogenem heliju-3, ki nastane z obstreljevanjem s kozmičnimi žarki na površini tal. Helij-3 se zadržuje v zrncih olivina in piroksena v tokovih lave, ki se kopičijo s časom izpostavljenosti. Datumi s helijem-3 kažejo, da so vsi kamni lave na puščavskem tlaku v Cima Dome bili na površini enako dolgo, kot trdna lava teče tik ob njih. Julija 1995 je v članku v reviji Geology zapisal, da je sklenil, da se »kamniti tlaki rodijo na površju«. Medtem ko kamni ostanejo na površju zaradi dvigovanja, mora odlaganje prahu, ki ga prinaša veter, zgraditi zemljo pod tem tlakom.
Za geologa to odkritje pomeni, da nekateri puščavski tlaki ohranjajo dolgo zgodovino odlaganja prahu pod njimi. Prah je zapis starodavnega podnebja, tako kot na globokem morskem dnu in v ledenih pokrovih sveta.